# 唐古韭
唐古韭（学名：Allium tanguticum）为葱科葱属的植物，是中国的特有植物。分布在北温带以及中国大陆的青海、甘肃、西藏等地，生长于海拔2,000米至3,500米的地区，常生于干旱山坡、沙丘和草地，目前尚未由人工引种栽培。